# Old Boy (film 2003)
(Oh Dae-su)
Old Boy (올드보이?, 老男孩?, OldeuboiLR, OldŭboiMR) è un film del 2003 diretto da Park Chan-wook, tratto dal manga omonimo di Nobuaki Minegishi e Garon Tsuchiya. Costituisce, assieme al precedente Mr. Vendetta (2002) ed al successivo Lady Vendetta (2005), la cosiddetta trilogia della vendetta del cineasta coreano.
Il film segue la storia di Oh Dae-su, un uomo rimasto imprigionato in una cella simile ad una stanza d'albergo per quindici anni, senza sapere l'identità o le motivazioni del suo rapitore. Nonostante venga poi rilasciato, Dae-su scopre di essere ancora intrappolato in un gioco di cospirazione e violenza. Il suo desiderio di vendetta si intreccia con l'amore che prova per una giovane cuoca di sushi, Mi-do.
Accolto con gran favore dalla critica, è considerato un capolavoro del cinema sudcoreano, oltreché uno dei più importanti ed influenti film degli anni 2000, tanto da essere diventato nel corso degli anni un vero e proprio film di culto. Vinse il Grand Prix Speciale della Giuria al Festival di Cannes 2004, dove ricevette anche il plauso del regista statunitense Quentin Tarantino, il quale lo definì «il film che avrei voluto fare io».

## Trama
1988. Oh Dae-su è un uomo comune che il giorno del quarto compleanno di sua figlia, dopo essere stato rilasciato dalla polizia che lo aveva arrestato per ubriachezza molesta, viene rapito. Al risveglio, si ritrova rinchiuso in una piccola e squallida cella-appartamento, dalla quale è impossibile fuggire, dotata di un letto, un bagno e una vecchia TV. È proprio guardando il telegiornale che un anno dopo Dae-su apprende dell'omicidio della moglie, attribuito proprio a lui, visto che le sue impronte digitali e il suo sangue vengono rinvenuti sulla scena del delitto. Logorato dalla prigionia e ignaro delle ragioni di questa tortura psicologica, l'uomo tenta il suicidio più volte, ma viene sempre salvato dai suoi misteriosi carcerieri.
Aiutandosi con utensili di fortuna, Dae-su riesce lentamente ad aprire una piccola breccia in una parete, scoprendo di trovarsi in un grattacielo. Intanto gli anni passano e per non impazzire, Dae-su impegna il tempo scrivendo un'autobiografia, allenandosi nella shadowboxing contro il muro e cercando di capire chi possa odiarlo al punto da fargli questo. Trascorsi quindici anni, Dae-su improvvisamente viene liberato sul tetto di un palazzo in un punto imprecisato della città. Vagando per le strade, incontra un barbone che gli si avvicina e gli consegna un portafoglio pieno di banconote di grosso taglio e un cellulare, che lo mette in contatto con il suo misterioso rapitore. L'uomo lo sfida: se vuole sapere l'identità e le ragioni della reclusione e al contempo continuare a esistere, ha cinque giorni di tempo per trovarlo.
Impossibilitato a rivolgersi ai familiari o alla polizia, in quanto ufficialmente sospettato per l'omicidio di sua moglie, Dae-su si reca in un ristorante di sushi per mangiare del pesce e qui fa la conoscenza della cuoca Mi-do, la quale subito mostra interesse per lui, ma poco dopo lo vede svenire mentre addenta un polpo vivo. La giovane donna lo porta a casa sua e gli confessa di sentirsi attratta da lui, promettendogli che gli si concederà quando sarà pronta. Dae-su le racconta la sua storia e lei accetta di aiutarlo. Per risalire al palazzo della sua prigionia, dapprima i due si recano in ogni ristorante della città assaggiandone i ravioli al vapore, l'unico pasto quotidiano durante tutta la prigionia di Dae-su, e, trovato quello giusto, risalgono all'edificio dove venivano regolarmente consegnati, scoprendo la presenza di un piano segreto. Dopo essersi infiltrato al suo interno, Dae-su uccide a colpi di martello alcuni uomini di guardia per poi catturare il loro capo, Park Cheol-woong: dopo avergli strappato un dente per ogni anno di prigionia, questi gli rivela che il palazzo in questione è una struttura segreta di detenzione in cui si possono recludere le persone a pagamento. Dae-su affronta ferocemente gli uomini di Cheol-woong, e, nonostante le ferite ricevute, li sconfigge tutti.
Dae-su, dopo aver effettuato ulteriori indagini, riesce ad avere il nome della persona che l’aveva fatto rinchiudere lì: si tratta del ricco uomo d'affari Lee Woo-jin. Grazie all'aiuto dell'amico No Joo-hwan, l'ultima persona ad averlo visto in libertà 15 anni prima, Dae-su scopre che Woo-jin li sta controllando dal palazzo di fronte casa di Mi-do. Faccia a faccia con il suo rivale, Lee Woo-jin rivela a Dae-su di aver subito un importante intervento al cuore durante il quale si è fatto impiantare uno speciale pacemaker che può disattivare con un semplice telecomando: se sottoposto a tortura, potrebbe semplicemente suicidarsi, lasciando così Dae-su ignaro sul motivo della sua prigionia. Addirittura Woo-jin gli lancia una nuova sfida: minacciando Mi-do, Dae-su ha altri cinque giorni di tempo per svelare il "movente" del proprio rapimento.
Nel frattempo Mi-do è stata catturata dagli uomini di Park Cheol-woong, spogliata e torturata mentre si trovava sola in casa; Dae-su arriva per salvarla e viene catturato a sua volta, ma Cheol-woong viene convinto da Woo-jin a desistere dal vendicarsi. I due fuggono e, giunti in una camera d'albergo, hanno un rapporto sessuale. Telefonando all'amico Joo-hwan, Dae-su scopre che lui e Woo-Jin hanno frequentato la stessa scuola superiore, quindi si reca presso l'archivio dell'istituto e individua nell'annuario Lee, mentre Joo-hwan ricorda di un aneddoto secondo cui la sorella di Lee si era guadagnata la fama di ragazza facile e si era suicidata lanciandosi da una diga; Dae-su era rimasto ignaro di questo evento, avendo lasciato la scuola poco prima. Woo-jin, infiltratosi nell'internet point di Joo-hwan, furioso uccide l'amico di Dae-su per aver osato offendere la memoria di sua sorella.
Infuriato e impotente dopo aver sentito l'amico morire al telefono, Dae-su finalmente riesce a ricostruire i fatti: durante l'ultimo giorno nell'istituto aveva sorpreso Woo-jin e la propria sorella appartati in modo intimo, spiandoli da una finestra rotta; il giorno seguente aveva raccontato la cosa a Joo-hwan e la voce si era sparsa nella scuola, a tal punto che la ragazza si era addirittura convinta di essere rimasta incinta del fratello; distrutta per la vergogna, si era suicidata lanciandosi da una diga. Scoperto finalmente il motivo della vendetta ai suoi danni, Dae-su chiede a Cheol-woong (che adesso odia Woo-jin perché nel frattempo è stato da lui gravemente menomato) di vegliare su Mi-do fintanto che non avrà eliminato il suo avversario, facendo rinchiudere la ragazza per qualche giorno nella sua stessa cella, in modo da proteggerla.
Arrivato nell'attico di Woo-jin, Dae-su si prepara ad affrontarlo, ma l'uomo gli rivela con un album di fotografie che sia lui che Mi-do sono stati condizionati mentalmente perché si innamorassero, mediante ipnosi e agopuntura; Mi-do è in realtà la sua stessa figlia, di cui lui non aveva più notizie da 15 anni, visto che era stata data in adozione non appena lui era sparito e la madre era stata assassinata. Dae-su, sconvolto e furioso, si lancia contro Woo-jin armato di forbici per ucciderlo, ma la guardia del corpo dell'uomo d'affari, Mr. Han, lo affronta. Dae-su durante la lotta riesce a ferire Mr. Han a un orecchio, rendendolo parzialmente sordo. Questi cerca di uccidere Dae-Su, ma non riesce a sentire i richiami del capo e quest'ultimo gli spara.
Dopo lo scontro, Woo-Jin ammette di aver corrotto Cheol-woong, per cui Mi-do ora è nelle sue mani. Dae-su supplica in ginocchio Lee di non rivelarle il terribile segreto, ammettendo di aver commesso un irreparabile errore, gli chiede perdono per tutto quello che è successo, gli giura in cambio eterna fedeltà, promettendo di essere il suo cane a vita, il suo schiavo, e infine, arrivato al culmine della disperazione, si taglia la lingua, quella lingua che era stata la causa della morte della sorella. Soddisfatto, Woo-jin decide di interrompere la propria vendetta ai danni di Dae-su, congedandolo e rilasciando Mi-do senza rivelarle nulla.
Ottenuta finalmente la sua vendetta e finito il breve momento di estasi che ne era derivato, Woo-jin viene travolto dallo sconforto per quello che è successo a sua sorella e si suicida in ascensore. Dae-su decide di ricorrere di nuovo all'ipnosi per dimenticare la verità, separando il suo io in due parti distinte, una delle quali deve essere lasciata morire. In una valle innevata, una volta terminata la sessione, viene ritrovato da Mi-do che gli confessa il suo amore e lo abbraccia. Dae-su sorride, ma subito dopo il suo viso si distorce in una smorfia di dolore. Avrà davvero dimenticato?

## Produzione

### Riprese
Il film è stato girato fra Corea del Sud, nelle città di Seul e Busan, e Nuova Zelanda.

## Distribuzione
Old Boy è uscito in Corea del Sud il 21 novembre 2003 ed è stato distribuito in Italia a partire dal 6 maggio 2005.
Sedici anni dopo, il 9 giugno 2021, Lucky Red ha presentato nei cinema italiani e in home video una versione restaurata in 4K.

### Divieti
Nonostante nel film siano presenti scene contenenti violenza, linguaggio forte e nudità, in Italia, a differenza di quanto avvenuto in Corea del Sud, Old Boy è stato distribuito senza divieti.

## Accoglienza

### Incassi
In Corea del Sud, Old Boy è stato visto da 3 260 000 spettatori; con un incasso di 707 481 dollari si è posizionato al quinto posto tra i film con maggiore incasso nel 2003. Nel resto del mondo il lungometraggio ha incassato 14 272 524$, per un totale di 14 980 005$.

### Critica
Secondo l'aggregatore di recensioni Rotten Tomatoes, il film ha ottenuto un indice di apprezzamento del 83% e un voto di 7,4 su 10 sulla base di 160 recensioni. Il consenso critico del sito recita: «Violento e decisamente non per gli schizzinosi, il viscerale Oldboy di Park Chan-Wook è una strana e potente storia di vendetta». Su Metacritic, il film ha ottenuto un voto di 77 su 100 sulla base di 31 recensioni, indicando «recensioni generalmente favorevoli».
Nel 2016 il canale britannico BBC ha compiuto un sondaggio tra 177 critici cinematografici da 36 paesi, i quali hanno giudicato Old Boy il trentesimo miglior film del XXI° secolo.

## Riconoscimenti
- 2004 – Asian Film Festival
  - Miglior regista a Park Chan-wook
  - Miglior attore a Choi Min-sik
- 2004 – British Independent Film Awards
  - Miglior film straniero
- 2004 – Festival di Cannes
  - Grand Prix Speciale della Giuria
- 2004 – Festival del Cinema di Sitges
  - Maria Award
  - José Luis Guarner Award

## Remake
Nel 2013 esce un remake del film, diretto da Spike Lee. Il film ha ricevuto recensioni generalmente negative sull'aggregatore Rotten Tomatoes, raggiungendo una percentuale di approvazione pari al 39% su 152 recensioni.